# Fabio Ruiz
Fabio Ruiz Vinajeras (L'Avana, 7 agosto 1927 – ...) è stato un cestista cubano.

## Carriera
Ha preso parte ai Giochi della XIV Olimpiade. Ha partecipato anche ai successivi Giochi della XV Olimpiade, disputando sei partite e segnando 39 punti.